# Sainte-Hermine
Sainte-Hermine är en kommun i departementet Vendée i regionen Pays de la Loire i västra Frankrike. Kommunen ligger i kantonen Sainte-Hermine som tillhör arrondissementet Fontenay-le-Comte. År 2022 hade Sainte-Hermine 2 962 invånare.

## Befolkningsutveckling
Antalet invånare i kommunen Sainte-Hermine
| Referens: INSEE |